# Klin (district de Námestovo)
Klin est un village de Slovaquie situé dans la région de Žilina.

## Histoire
Première mention écrite du village en 1580.

## Démographie

### Évolution de la population
| Année:               | 1994. | 2004.    | 2014.    | 2024.   |
| -------------------- | ----- | -------- | -------- | ------- |
| Nombre de personnes: | 1821  | 2036     | 2342     | 2549    |
| Différence:          |       | +11,80 % | +15,02 % | +8,83 % |

| Année:               | 2023. | 2024.   |
| -------------------- | ----- | ------- |
| Nombre de personnes: | 2555  | 2549    |
| Différence:          |       | -0,23 % |